# Oral Hildebrand

Oral Clyde Hildebrand (7 avril 1907 à Indianapolis - 8 septembre 1977 à Southport) est un joueur américain de baseball qui évolue au poste de lanceur en Ligue majeure de baseball de 1931 à 1940. Présent lors du premier All-Star-Game de l'histoire en 1933, il remporte les World Series en 1939 avec les Yankees.

## Carrière
Brillant joueur de basket-ball sous les couleurs de son université (Butler Bulldogs), il opte pour le baseball professionnel en signant en American Association chez les Indianapolis Indians. Il est ensuite échangé aux Cleveland Indians le 29 novembre 1930 et commence sa carrière en Ligue majeure dix mois plus tard, le 8 septembre 1931. Hildebrand signe sa meilleure saison en 1933 où il enregistre 16 victoires, 3,52 de moyenne de points mérités et 6 blanchissages, meilleure performance en Ligue américaine cette saison-là.
Échangé aux St. Louis Browns le 17 janvier 1937, il joue deux saisons chez les Browns avant de rejoindre les New York Yankees le 26 octobre 1938. Avec 10 victoires pour 4 défaites, il aide les Yankees a remporter les World Series en 1939.